# Joueur français de l'année 2010
 (décembre 2010).
Si vous disposez d'ouvrages ou d'articles de référence ou si vous connaissez des sites web de qualité traitant du thème abordé ici, merci de compléter l'article en donnant les références utiles à sa vérifiabilité et en les liant à la section « Notes et références ».
Navigation
Édition précédente Édition suivante
Le joueur français de l'année 2010 est un trophée récompensant le meilleur footballeur français au cours de l'année civile 2010. Il s'agit de la 53e remise du trophée du meilleur joueur français depuis 1958. 
Le 5 décembre 2010, Téléfoot a révèle le nom des douze nommés au joueur français de l'année 2010. 
Le 13 décembre 2010, la rédaction de France Football annonce que Samir Nasri est élu joueur français de l'année 2010, devançant Florent Malouda, Hugo Lloris, Kevin Gameiro et Mathieu Valbuena,.
La cérémonie de remise de meilleur joueur devait être organisée le 14 décembre 2010 et télévisée en direct dans Téléfoot mais Samir Nasri est resté bloqué à Londres à cause des conditions climatiques.

## Classement 2010
1. Samir Nasri 99,5 pts
2. Florent Malouda 90 pts
3. Hugo Lloris 83 pts
4. Kevin Gameiro 36 pts
5. Mathieu Valbuena 33 pts
6. Benoît Pedretti 28 pts
7. Yann M'Vila 25 pts
8. Nicolas Anelka 20 pts
9. Abou Diaby 20 pts
10. Alou Diarra 20 pts
11. Yohan Cabaye 12 pts
12. Yoann Gourcuff 7,5 pts
13. Djibril Cissé 5 pts
14. Adil Rami 5 pts
15. Loïc Rémy 5 pts
16. Patrice Évra 5 pts
17. Cédric Carrasso 4 pts
18. Sylvain Marveaux 4 pts
19. Steve Mandanda 3 pts
20. Dimitri Payet 2 pts
21. Stéphane Ruffier 2 pts